# Marie Under

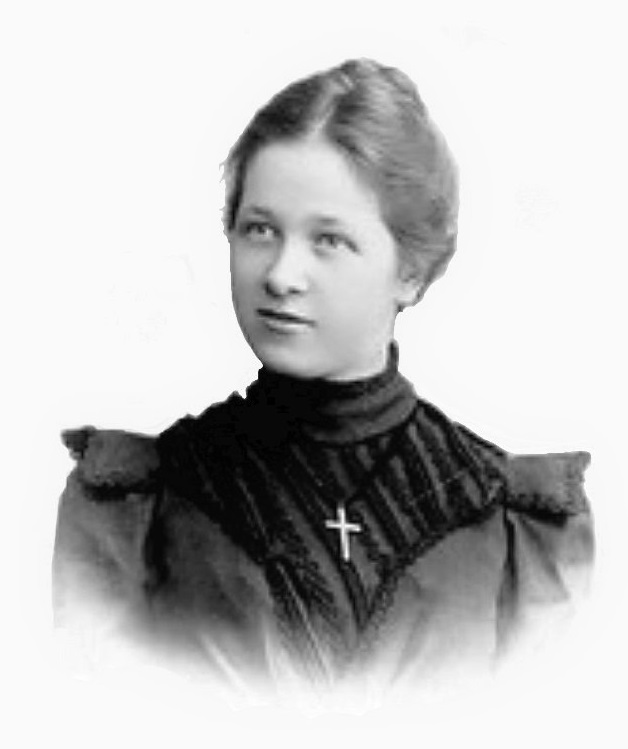
Marie Under. 1895–1905.

Marie Under (* 15. Märzjul. / 27. März 1883greg. in Tallinn; † 25. September 1980 in Stockholm) war eine estnische Dichterin.

## Leben
Marie Under wurde als Tochter des Schullehrers Priidu (Friedrich) Under und seiner Frau Leena Under (geborene Kerner) geboren. Die Familie stammte ursprünglich von der Insel Hiiumaa. Von 1891 bis 1900 besuchte sie die Deutsche Mädchenschule in Tallinn. Marie Under begann bereits als Elfjährige, erste Gedichte zu schreiben, zunächst vor allem in deutscher Sprache. 1902 heiratete sie Carl Hacker und war als Buchhändlerin tätig. Die Familie lebte bis 1906 in Moskau.

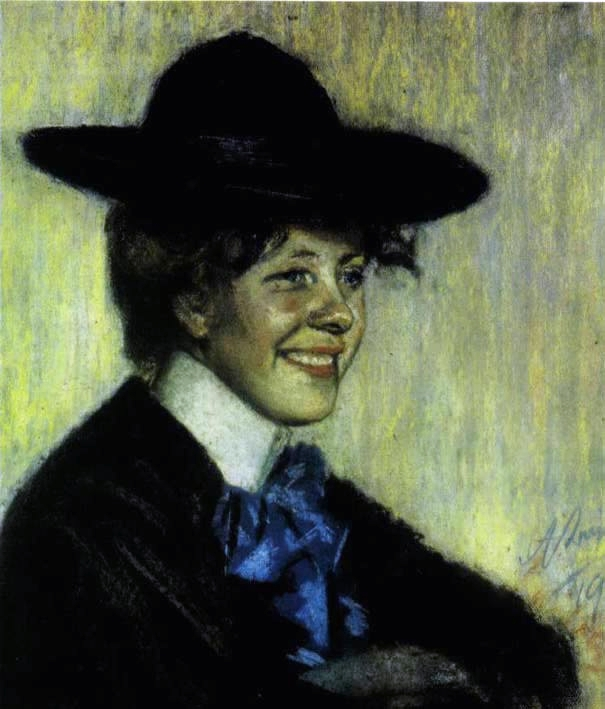
Marie Under. Gemälde von Ants Laikmaa (1904)

Gefördert durch den Maler Ants Laikmaa widmete sich Marie Under mehr und mehr der Dichtkunst in estnischer Sprache. Sie gehörte von Anfang an der stark dem Symbolismus verpflichteten Bewegung Siuru an. Bereits ihr erster Gedichtband Sonetid („Sonette“) wurde 1917 ein literarischer Erfolg. Ihre Gedichte sind geprägt vom Lebensdurst sowie einer Hingabe an Liebe und Natur. 1927 heiratete sie den estnischen Dichter Artur Adson und wurde eine der einflussreichsten estnischen Lyrikerinnen.
1944 floh Marie Under vor der Besetzung Estlands durch die Sowjetunion nach Schweden. Dort mischten sich verstärkt Töne des Heimwehs nach Estland in ihr Werk. Von 1945 bis 1957 war sie am Theatermuseum von Stockholm tätig.

## Gedichtsammlungen
- Sonetid (1917)
- Eelõitseng (1918)
- Sinine puri (1918)
- Verivalla (1920)
- Pärisosa (1923)
- Hääl varjust (1927)
- Rõõm ühest ilusast päevast (1928)
- Õnnevarjutus (1929)
- Lageda taeva all (1930)
- Kivi südamelt (1935)
- Mureliku suuga (1942)
- Sädemed tuhas (1954)
- Ääremail (1963)
- Mu süda laulab (posthume Anthologie, 1981)

## Deutsche Übersetzungen
Von Marie Under sind seit den ersten Proben aus dem Jahre 1923 verstreut zahlreiche deutsche Übersetzungen erschienen, von ihr liegt auch eine Gedichtsammlung auf Deutsch vor:
- Stimme aus dem Schatten. Gedichte. Aus dem Estnischen übertragen und ausgewählt von Hermann Stock[2]. Mit einer Einleitung von Aleksis Rannit. Freiburg: Herder 1949. 77 S.

Größere Auswahlen finden sich in den folgenden Anthologien:
- Sonette der Völker. Übersetzt von Karl Theodor Busch. Heidelberg: Drei Brücken Verlag 1954, S. 328–330.
- Acht estnische Dichter. Ausgewählt und übertragen von Ants Oras. Stockholm: Vaba Eesti 1964, S. 65–115.
- Estnische Lyrik. Übertragen von Tatjana Ellinor Heine. Brackenheim: Verlag Georg Kohl GmbH + Co 1981, S. 46–50.
- Manfred Peter Hein (Hg.): Auf der Karte Europas ein Fleck. Gedichte der osteuropäischen Avantgarde. Übersetzt von Ilmar Laaban. Zürich: Ammann Verlag 1991, S. 47, 171–173, 221.